# Sulcoretepora parallela
Sulcoretepora parallela är en mossdjursart som först beskrevs av Phillips 1836.  Sulcoretepora parallela ingår i släktet Sulcoretepora och familjen Cystodictyonidae. Inga underarter finns listade i Catalogue of Life.